# Голден-Гейт (Іллінойс)
Голден-Гейт (англ. Golden Gate) — селище (англ. village) в США, в окрузі Вейн штату Іллінойс. Населення — 65 осіб (2020).

## Географія
Голден-Гейт розташований за координатами 38°21′32″ пн. ш. 88°12′17″ зх. д. / 38.35889° пн. ш. 88.20472° зх. д. (38.358886, -88.204805).  За даними Бюро перепису населення США в 2010 році селище мало площу 0,20 км², уся площа — суходіл.

## Демографія
Згідно з переписом 2010 року, у селищі мешкало 68 осіб у 34 домогосподарствах у складі 17 родин. Густота населення становила 346 осіб/км².  Було 43 помешкання (219/км²).
Расовий склад населення:
| - 97,1 % — білих - 2,9 % — корінних американців |

До двох чи більше рас належало 0,0 %. Частка іспаномовних становила 4,4 % від усіх жителів.
За віковим діапазоном населення розподілялося таким чином: 14,7 % — особи молодші 18 років, 69,1 % — особи у віці 18—64 років, 16,2 % — особи у віці 65 років та старші. Медіана віку мешканця становила 49,0 року. На 100 осіб жіночої статі у селищі припадало 142,9 чоловіків;  на 100 жінок у віці від 18 років та старших — 132,0 чоловіків також старших 18 років.
За межею бідності перебувало 24,2 % осіб, у тому числі 14,3 % дітей у віці до 18 років та 12,5 % осіб у віці 65 років та старших.
Цивільне працевлаштоване населення становило 19 осіб. Основні галузі зайнятості: виробництво — 73,7 %, роздрібна торгівля — 26,3 %.